# Philae (Raumsonde)

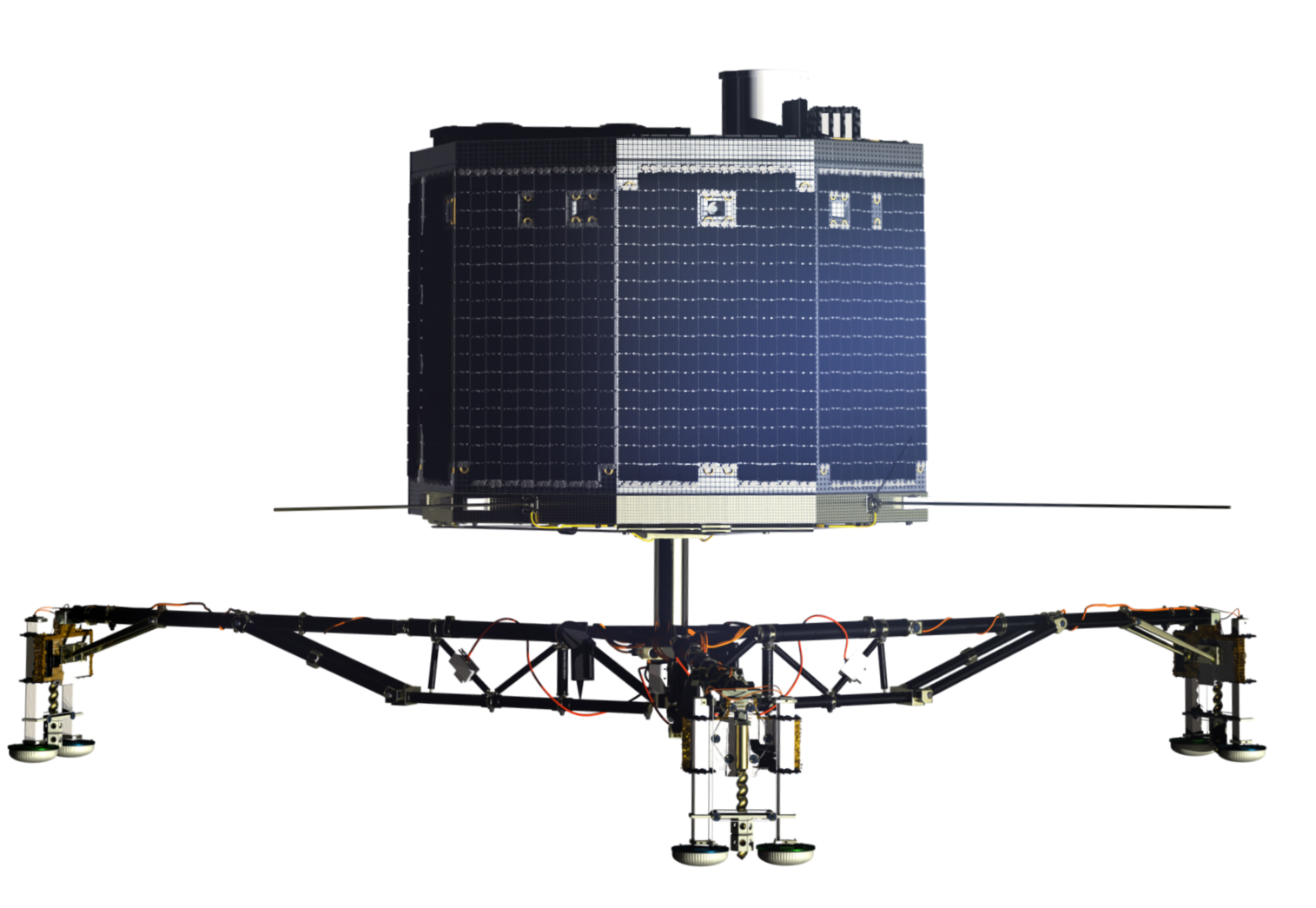
Illustration von Philae

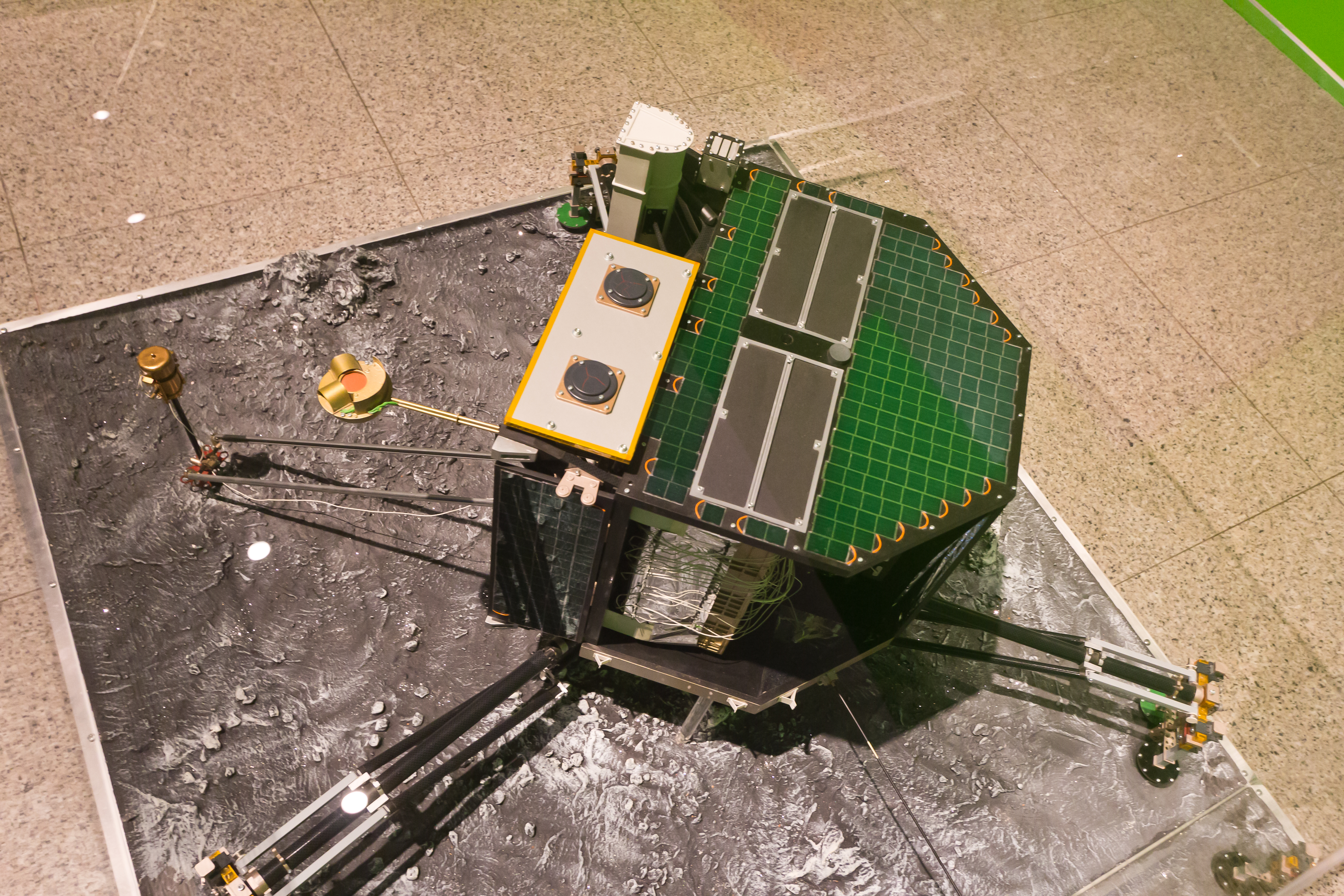
1:1-Modell von Philae in der Ausstellung Outer Space – Faszination Weltraum der Bundeskunsthalle

Philae ist die erste Raumsonde, die auf einem Kometen weich landete. Der Lander des Deutschen Zentrums für Luft- und Raumfahrt war mit der Raumsonde Rosetta seit dem 2. März 2004 zum Kometen 67P/Tschurjumow-Gerassimenko unterwegs und landete auf ihm am 12. November 2014. 67P/Tschurjumow-Gerassimenko ist der erste Komet und der siebte Himmelskörper insgesamt, der von einer gelandeten Raumsonde erforscht wurde oder wird.

## Namensgebung
Wie Rosetta selbst ist auch ihr Lander nach einem Ort in Ägypten benannt, der eine wichtige Rolle bei der Entzifferung der Hieroglyphen spielte. Philae war eine Nilinsel bei Assuan, die heute vom Stausee der Assuan-Staumauer überflutet ist. In ihrer Tempelanlage wurden im Alten Ägypten die Göttin Isis, der Nil und die Sonne als Lebensspender verehrt. Ein dort gefundener Obelisk, in den die Königsnamen Ptolemäus und Kleopatra zweisprachig eingemeißelt sind, half, ähnlich wie der ebenfalls aus der Ptolemäerzeit stammende, dreisprachig beschriftete Stein von Rosetta, bei der Identifizierung altägyptischer Schriftzeichen.

## Ziele und Organisation der Mission
Philae wurde konstruiert zur Untersuchung des Materials von 67P/Tschurjumow-Gerasimenko, der sich zum Zeitpunkt der Landung rund 510 Millionen Kilometer oder 3,4 Astronomische Einheiten von der Erde entfernt zwischen den Bahnen von Mars und Jupiter befand. Der Komet hat einen Durchmesser von knapp vier Kilometern. Die Ergebnisse sollen zum Verständnis der Entstehung des Sonnensystems beitragen. Dabei geht es unter anderem um die Frage, ob die Erde ihr Wasser und erste Biomoleküle von Kometen erhalten hat.
Verantwortlich für den operationellen Teil der Philae-Mission war das Raumfahrtnutzerzentrum MUSC des Deutschen Zentrums für Luft- und Raumfahrt (DLR) in Köln. Für Philae fielen ungefähr 200 Millionen Euro an Kosten an, also etwa ein Sechstel der Kosten der gesamten Rosetta-Mission.

## Der Lander
Der Kometenlander Philae misst etwa 1 m × 1 m × 1 m und ist 100 kg schwer. Das Landegestell hat drei Beine, die jeweils ein Fußpaar mit Eisschraube und Seismometer besitzen. Der Korpus hat zwei Verankerungsharpunen und eine Düse für Anpressschub zur Positionierung, Solarzellen, Antennen, sieben Panoramakameras und eine Bodenkamera, Magnetometer, Stachel zur Analyse der Bodenstruktur, Bohrer zur Probenentnahme und ein Alpha-Röntgenspektrometer eingebaut.

### Landegestell
Das Landegestell ist dreibeinig und kardanisch gelagert, es hat dadurch zwei Freiheitsgrade. Ein spezieller Mechanismus zwischen Landegestell und Sonde dient als Dämpfungselement für das Aufsetzmanöver bei der Landung. Er ermöglicht außerdem, die Position des Landers durch Kippen und Drehen zu verändern, und beherbergt die elektrischen Verbindungen zwischen der Sonde und den Sensoren in den Füßen. Das kardanische Element nimmt zusätzliche Dämpfungsfunktionen wahr, indem es die Knickbewegungen im Element abbremst. Die Fixierung am Boden sollte durch drei Eisschrauben, je eine an einem Landegestellfuß, und zwei Harpunen gewährleistet werden.

### Instrumente

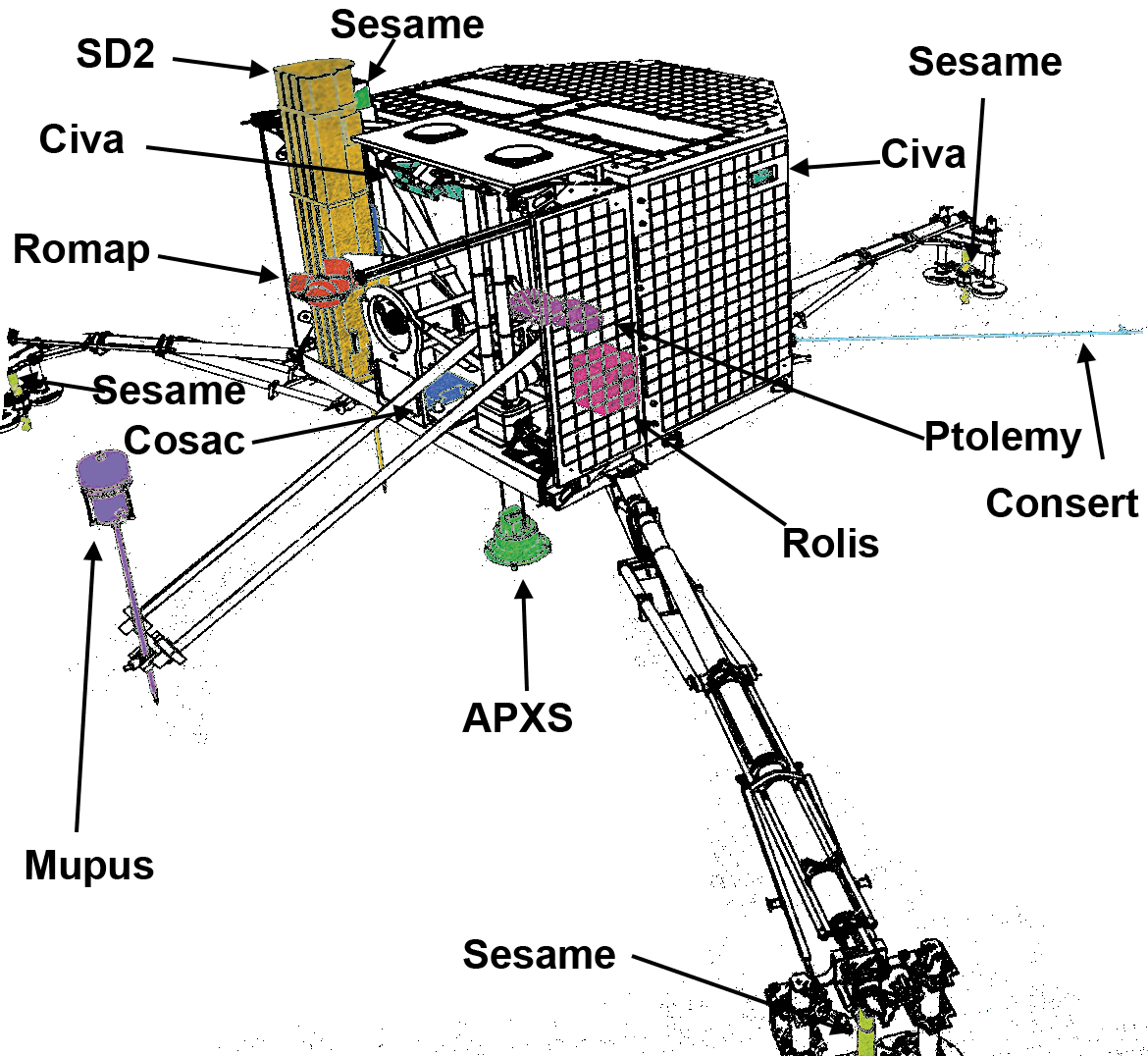
Philaes Instrumente

An Bord des Landers befinden sich zehn Instrumente, die etwa 26,7 kg seiner 100 kg Gesamtmasse ausmachen:
- APXS (Alpha Proton X-ray Spectrometer). Bestehend aus einem beweglichen Sensorkopf von 52 mm Durchmesser. APXS analysiert die chemische Zusammensetzung der Kometenoberfläche unterhalb des Landers. Das Instrument ist eine verbesserte Version des APXS des Mars Pathfinders.
- COSAC (COmetary SAmpling and Composition). COSAC wird Bodenproben entnehmen und flüchtige Komponenten erfassen.[8]
- PTOLEMY[9][10] wird mit einer Kombination aus Gaschromatograph und Ionenfallen-Massenspektrometer die chemische Zusammensetzung des Kometenmaterials bestimmen, insbesondere die Isotopenverteilung.[11]
- CIVA (Comet Nucleus Infrared and Visible Analyzer). CIVA besteht aus einem stereoskopischen Panorama-Kamerasystem, einem Mikroskop im sichtbaren Spektralbereich und einem abbildenden Infrarot-Spektrometer für die vom Bohrer Sample Drill and Distribution (SD2) erbohrten Bodenproben.[11]
- ROLIS (Rosetta Lander Imaging System)
- CONSERT (COmet Nucleus Sounding Experiment by Radiowave Transmission). CONSERT wird mit Hilfe der Rosetta-Sonde elektromagnetische Wellenausbreitung durch den Kern messen, um so über die innere Struktur und der Zusammensetzung Rückschlüsse zu ziehen.[12]
- MUPUS (MUlti-PUrpose Sensors for Surface and Sub-Surface Science). MUPUS besteht aus mehreren Sensoren: einem Temperatur- und Wärmeleitfähigkeitssensor, der 30 cm in den Kometenboden getrieben wird (PEN), sowie einem Infrarotsensor (Thermal Mapper), der die Temperatur der obersten Kruste misst. Außerdem sind Akzelerometer zur Festigkeitsuntersuchung des Kometenbodens und Temperatursensoren in die beiden Ankerharpunen eingebaut; beim Einschuss in den Untergrund wird aus dem Beschleunigungsverlauf die Festigkeit des Bodens bestimmt, später bestimmt der Temperaturfühler den Temperaturverlauf in tieferen Schichten. MUPUS wird ferner den Temperaturhaushalt des Komentenkerns als Langzeitexperiment verfolgen.[11]
- ROMAP (Rosetta Lander Magnetometer and Plasma Monitor).[13] ROMAP besteht aus einem Fluxgate-Magnetometer, einem Electrostatic Analyzer und einem Faraday-Becher. Das Fluxgate-Magnetometer hat einen Messbereich von ± 2000 nT bei einer Auflösung von 20 pT und einen Frequenzbereich von 0 bis 32 Hz. Mit dem Plasma-Monitor können Ionen mit Energien von bis zu 8000 keV und Elektronen mit Energien von bis zu 4200 keV gemessen werden. Ein zusätzliches Penning-Vakuummeter und ein Pirani-Vakuummeter können zusätzlich Drücke zwischen 10−8 und 10 mbar (1 μPa bis 1 kPa) messen. Das Magnetometer wurde unter Federführung des Instituts für Geophysik und extraterrestrische Physik (IGEP) der TU Braunschweig in Zusammenarbeit mit dem Institut für Weltraumforschung der Österreichischen Akademie der Wissenschaften in Graz[14] und dem Max-Planck-Institut für extraterrestrische Physik entwickelt. Am Plasma-Monitor waren das KFKI Budapest, das Max-Planck-Institut für Sonnensystemforschung und das IKI Moskau beteiligt.[15]
- SESAME (Surface Electric Sounding and Acoustic Monitoring Experiment).[16] SESAME besteht aus drei Teilen: CASSE (Cometary Acoustic Surface Sounding Experiment) bestimmt über die Analyse der Schallausbreitung im Kometenboden die Struktur des Materials. DIM (Dust Impact Monitor) misst dreidimensional aufgelöst den Staubfluss in der Umgebung des Landers. PP (Permittivity Probe) sondiert den Untergrund elektrisch.[11]
- SD2 (Sampling, drilling and distribution subsystem). SD2 ist der Bohrer, der aus bis zu 20 cm Tiefe Proben für COSAC, CIVA und PTOLEMY bereitstellt. Aus Bohrleistung und Vortriebsgeschwindigkeit können Festigkeitsparameter ermittelt werden, während die Vibrationen durch das Bohren (wie das Einhämmern des MUPUS-PEN) eine Schallquelle für das SESAME-CASSE-Experiment darstellen.[11]

## Ablauf der Mission

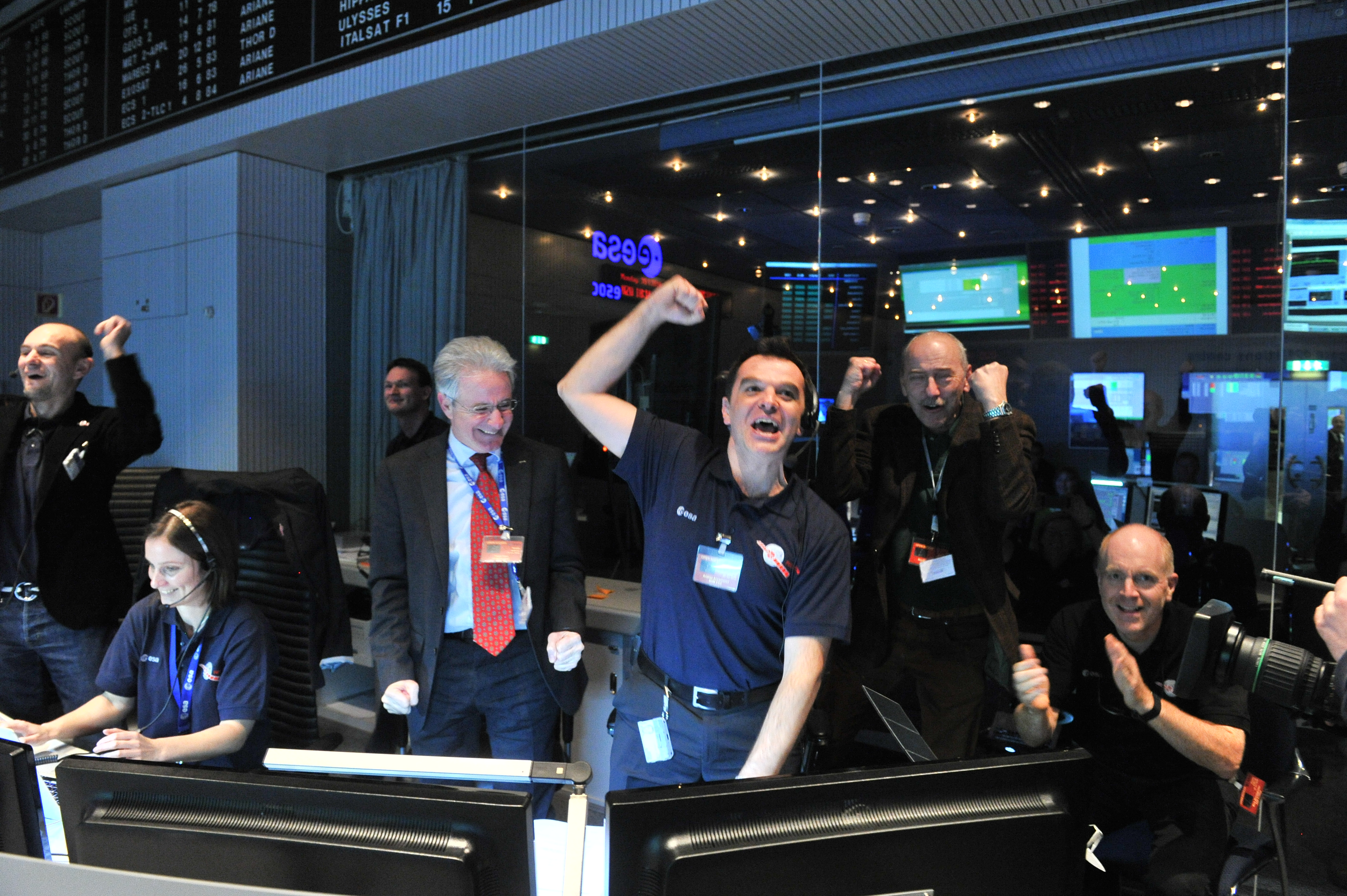
Rosetta-Team im europäischen Raumfahrt-Kontrollzentrum ESOC in Darmstadt in Freude: Sonde mit Philae aus „Winterschlaf“ der Hinreise erwacht (20. Januar 2014)

### Auswahl des Landeplatzes

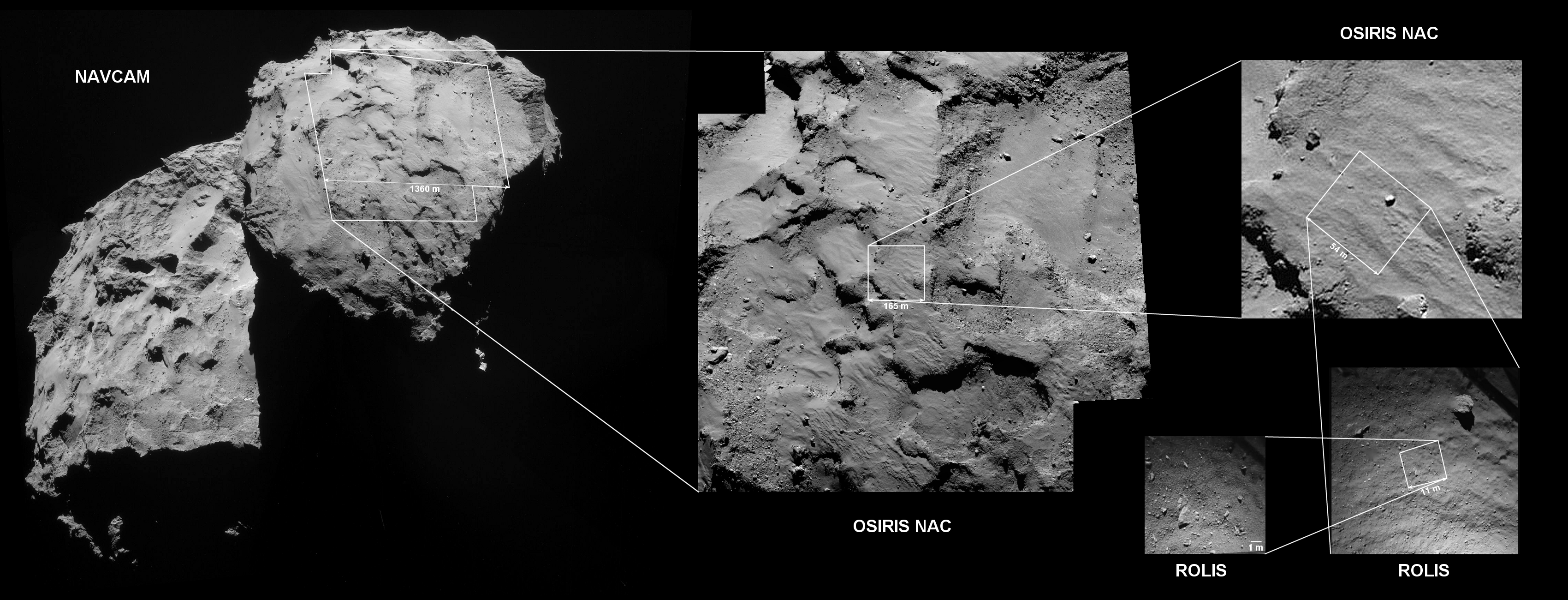
Philaes Landeort Agilkia von unterschiedlichen Imagern gesehen (NAVCAM, OSIRIS, ROLIS).

Vor der Entsendung von Philae wurde die Oberfläche des Kometen durch Rosetta optisch kartografiert und analysiert, da ihre Beschaffenheit vor dem Eintreffen der Sonde nicht genau bekannt war. Nach der Abtrennung sollte sich Philae dem Kometen im freien Fall nähern und  mit einer Geschwindigkeit von etwa 1 m/s mit Hilfe seines Landegestells auf dem Kometen aufsetzen, möglichst ohne wegen der niedrigen Schwerkraft wieder abzuprallen. Die Gravitationsbeschleunigung des Kometen an seiner Oberfläche wurde damals auf 10−3 m/s² geschätzt.
Mitte September 2014 wurde der Landeplatz „J“ auf dem Kometen ausgewählt, der in einer abwechslungsreichen, nicht zu sehr zerklüfteten Landschaft mit einer guten Beleuchtung durch die Sonne und kaum steilen Hängen lag. Mitte Oktober 2014 wurde ein öffentlicher Wettbewerb für die Benennung des endgültigen Landeplatzes durchgeführt, zu dem Vorschläge online eingereicht werden konnten. Aufgrund dieses Wettbewerbs wurde der Landeplatz am 4. November 2014 auf den Namen „Agilkia“ getauft, in Anlehnung an die gleichnamige Nilinsel, auf welche die Tempelanlage der Insel Philae versetzt wurde, bevor der Nasser-Stausee entstand.

### Landung

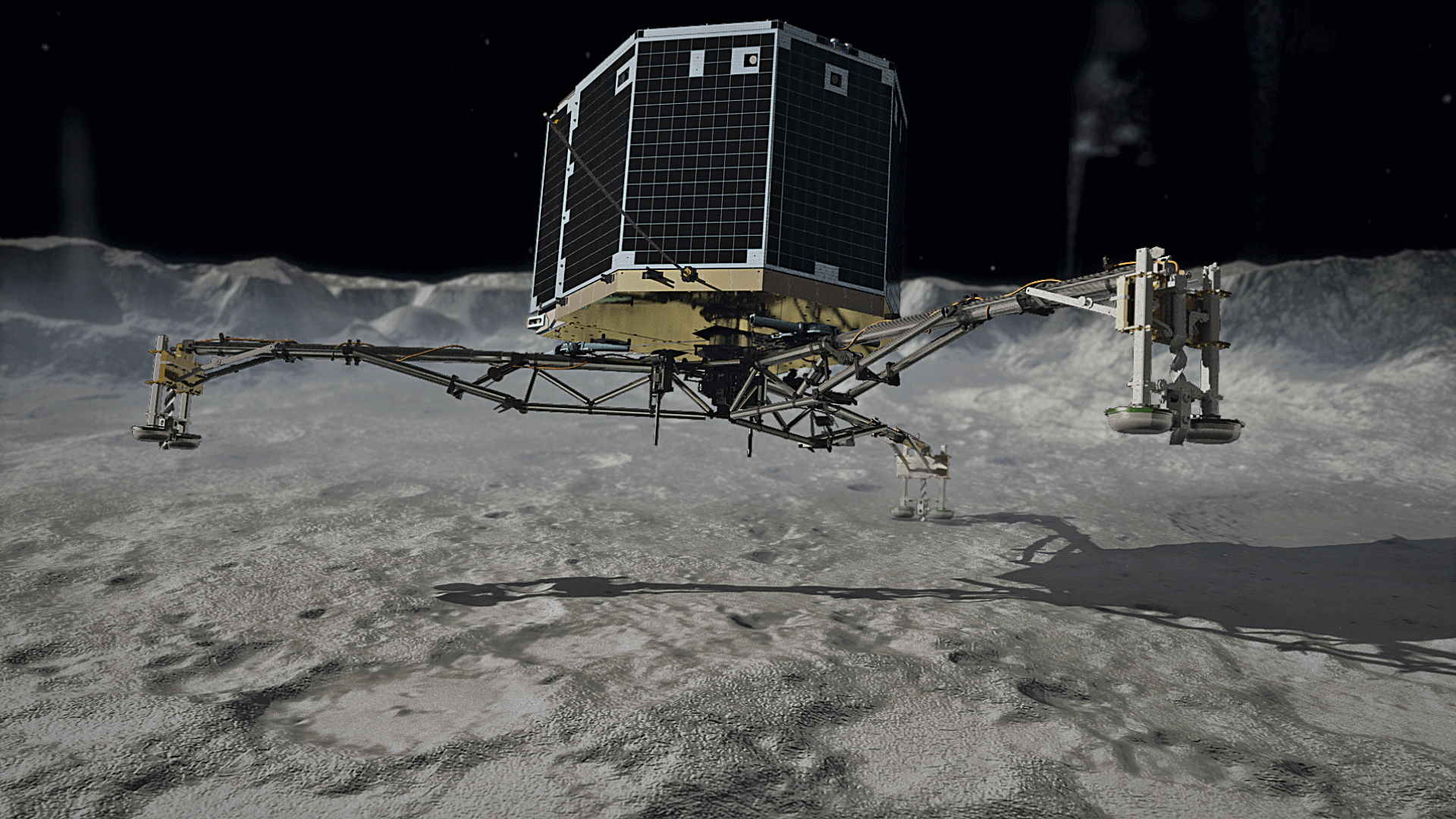
Landung von Philae auf Tschurjumow-Gerasimenko (Künstlerische Darstellung)

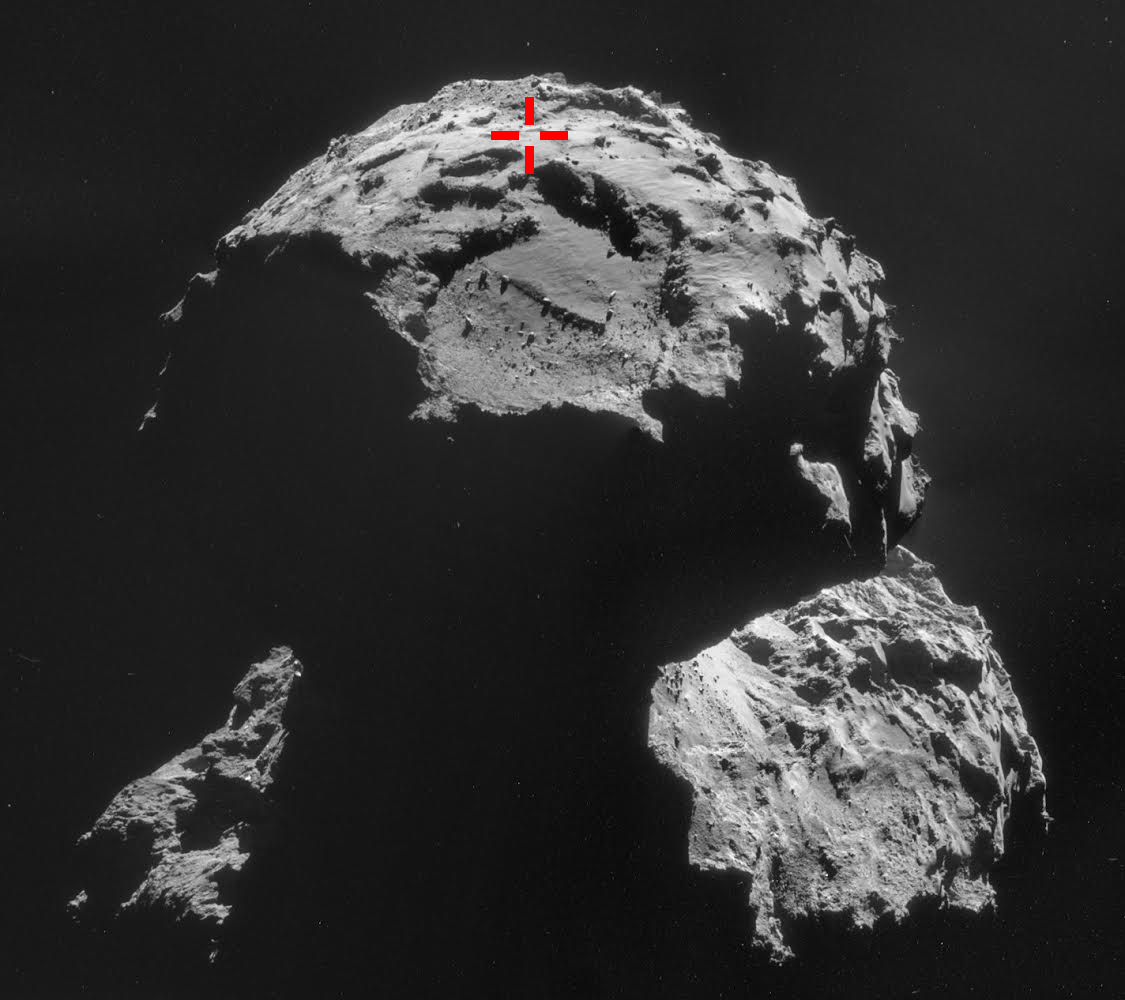
Ort des ersten Aufsetzens

Die Abtrennung des Landers erfolgte am 12. November 2014 um 08:35 Uhr UTC in einer Entfernung von 22,5 km zum Kometenkern. Nach etwa sieben Stunden im freien Fall und einer Sinkgeschwindigkeit von etwa 1 m/s setzte die Sonde erstmals auf dem Kometen auf. Die Landung wurde vom Hauptkontrollzentrum der ESA in Darmstadt und dem Lander-Kontrollzentrum des Deutschen Zentrums für Luft- und Raumfahrt in Köln verfolgt. Um 17:03 Uhr MEZ wurde eine erste Bestätigung der Landung empfangen, wobei das Signal etwa 28 Minuten benötigte, um die Entfernung von rund 500 Millionen Kilometern zur Erde zurückzulegen.
Kurz nach der Landung gab es jedoch Anzeichen dafür, dass diese nicht völlig reibungslos verlaufen ist: wahrscheinlich konnte der Lander nicht korrekt auf der Kometenoberfläche verankert werden. Anfänglich wurde berichtet, die Verankerungsharpunen hätten möglicherweise nicht ausgelöst – es könne aber auch bedeuten, dass er „in weichem Material steckt“. Zudem traten Unregelmäßigkeiten bei der Funkverbindung auf. Das erste Zeitfenster für eventuelle Korrekturen war jedoch eng, da sich nach weiteren zwei Stunden der Lander bezüglich der Muttersonde bis zum nächsten Morgen im Funkschatten befand und somit keine Kommunikation mit dem Kontrollzentrum stattfinden konnte.
Am Morgen nach der Landung konnte im Kontrollzentrum der ESA zwischen 07:01 und 10:58 Uhr MEZ wieder Kontakt mit Philae aufgenommen werden. Nach Auswertung der Telemetriedaten scheint festzustehen, dass beim ersten Bodenkontakt um 15:34:06 Uhr UTC die Harpunen-Verankerung nicht auslöste. Die Eisschrauben an den Füßen konnten ohne Gegendruck der defekten Gasdüse und wegen der unverankerten Harpunen angesichts der geringen Gravitation ebenfalls keine Fixierung bewirken. Philae federte dadurch vom Kometen mit einer niedrigeren Geschwindigkeit von etwa 38 cm/s ins All zurück.
Nach dem ersten Bodenkontakt waren die der Lagestabilisierung dienenden Gyroskope heruntergefahren worden, was eine Eigenrotation des Landers während des zweiten Sprungs bewirkte. Die Sonde kehrte erst nach knapp zwei Stunden und einer Sprung-Scheitelhöhe von knapp 1000 Metern um 17:25 Uhr UTC zur Oberfläche zurück. Nach dem zweiten Bodenkontakt federte sie erneut ab und flog mit einer verbliebenen Geschwindigkeit von etwa 3 cm/s weiter, eine Scheitelhöhe von etwa 20 Metern erreichend, bevor sie um 17:32 Uhr UTC endgültig zum Stillstand kam, etwa einen Kilometer von der Stelle des ersten Aufsetzens. Die jeweiligen Flugzeiten der zwei Sprünge konnten aus Messungen des Magnetfelds bestimmt werden.
Die exakte Position von Philae auf dem Kometen war bis September 2016 nicht bekannt. Der Lander berührt nur mit zwei seiner drei Beine den Grund und scheint im Schatten einer aufragenden Wand zum Liegen gekommen zu sein. An dieser Stelle beträgt die Sonneneinstrahlung nur 1,5 Stunden je 13 Stunden Kometentag, anstatt sechs Stunden wie geplant. Dies war für die Energieversorgung des Landers sehr nachteilig und bewirkte, dass ein Teil der Mission nicht oder nicht vollständig durchgeführt werden konnte.
Das Abprallen der Sonde ermöglichte Rückschlüsse auf die Bodenbeschaffenheit der ersten Landestelle namens Agilkia. Agilkia ist von einer 20 Zentimeter dicken Staubschicht mit der Festigkeit von Neuschnee bedeckt. Die endgültige Landestelle war viel härter.

### Energieversorgung
Die Sonde ist mit einer nicht-wiederaufladbaren Primärbatterie und einer von Solarzellen gespeisten wiederaufladbaren Sekundärbatterie ausgestattet.
Die minimale Lebenserwartung der Sonde wurde von der ESA vorab mit 64 Stunden angegeben; man hoffte jedoch, die Sonde mehrere Wochen lang betreiben zu können. Da die Sonde offensichtlich im Schatten einer aufragenden Wand liegen blieb, konnte die Sonde nur wenige Tage mit der Primärbatterie betrieben werden. Um die geringe Lichtausbeute etwas zu verbessern, wurde die Sonde um 35 Grad gedreht, sodass eine größere Solarzelle die Sonneneinstrahlung besser ausnutzen kann.
Am 15. November 2014 gegen 01:28 Uhr MEZ, also nach 2 Tagen, 7 Stunden und 56 Minuten, schaltete der Lander wegen zu geringer Betriebsspannung alle Instrumente ab und ging in einen Standby-Betrieb über. Alle Instrumentendaten, die während der letzten Datensitzung der Primärmission gesammelt worden waren, konnten noch übertragen werden.
Ab diesem Zeitpunkt reichte der tägliche Energiegewinn von Philaes Solarzellen nicht aus, um die wiederaufladbare Sekundärbatterie auf Betriebstemperatur zu heizen und zu laden.
Es erschien möglich, dass der Lander in größerer Sonnennähe und/oder anderer Konfiguration auf der aktiven Oberfläche des Kometen wieder laden und booten würde. Ein Versuch der Kontaktaufnahme durch Rosetta am 12. März 2015 schlug fehl.

### Messungen

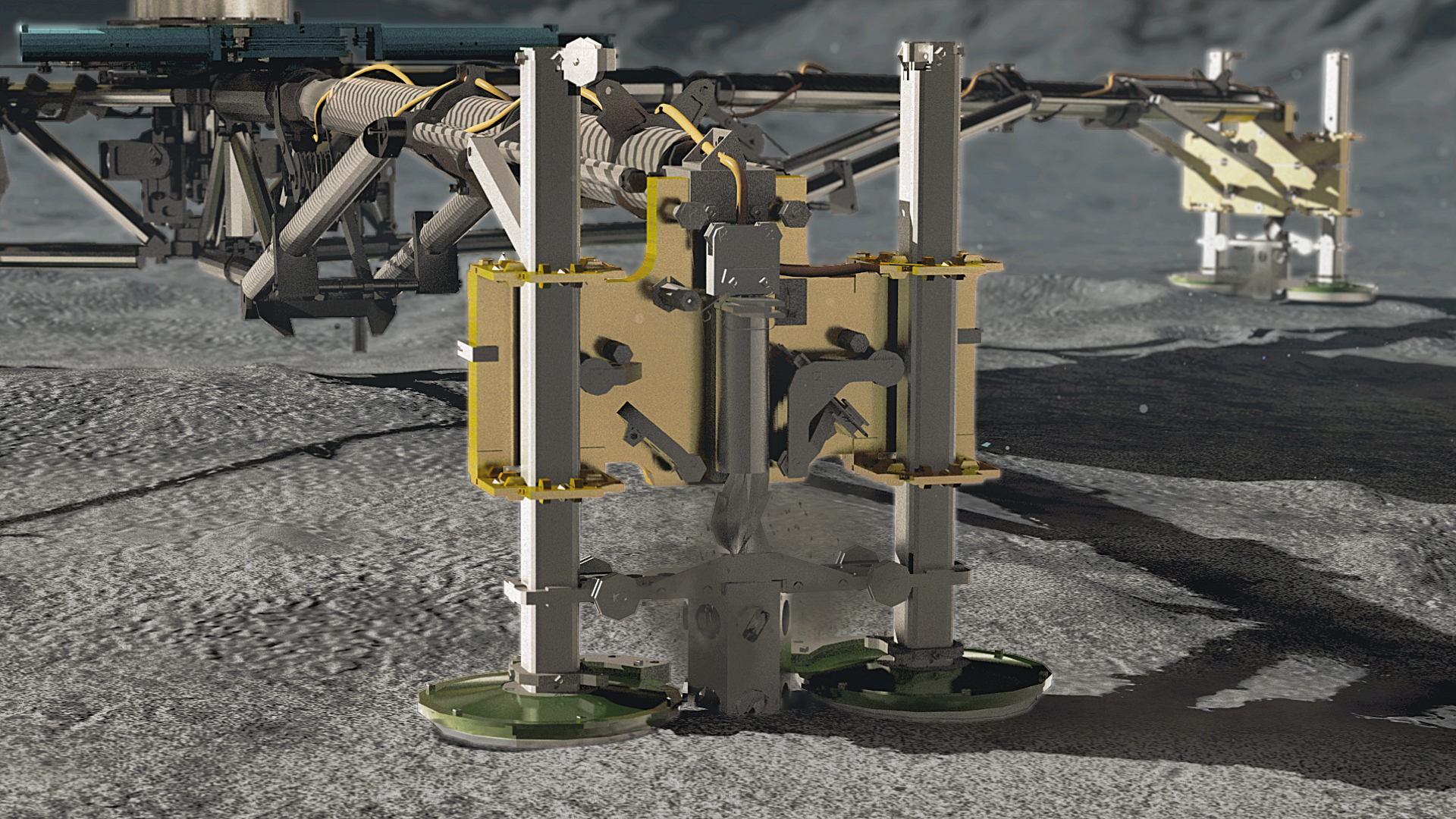
Philaes Eisschrauben (Darstellung)

Nach der Landung auf der Kometenoberfläche sollte Philae verschiedene physikalisch-chemische Messungen vornehmen. Unter anderem sollte zur Frage der Herkunft des irdischen Wassers das Eis des Kometen mittels eines Massenspektrometers auf seine Isotopenzusammensetzung untersucht werden. Zur Frage der Herkunft des Lebens soll das Kometeneis auf organische Verbindungen wie etwa Aminosäuren untersucht werden. Chirale Verbindungen werden dabei in ihre Enantiomere getrennt, um sie mit der Homochiralität der irdischen Biomoleküle in Beziehung setzen zu können.
Bereits am 14. November 2014 waren 80 Prozent der wissenschaftlichen Ziele erreicht, mit dem dann noch laufenden COSAC-Experiment wären 90 Prozent erreicht. Die gemessenen Daten wurden erfolgreich zur Erde übertragen.
Am 17. November 2014 gab das DLR erste Ergebnisse der Messungen von Philae bekannt. Der Untergrund unter der Sonde ist sehr hart und besteht vermutlich aus Wassereis, das von einer etwa 10 bis 20 cm dicken Staubschicht bedeckt ist. Der Hammer von Philae konnte an der Oberfläche nichts ausrichten. Das Instrument COSAC stellte die Anwesenheit von organischen Molekülen in der Atmosphäre des Kometen fest. Welche Art organischer Moleküle dies sind, oder wie komplex, konnte noch nicht gesagt werden.
Mittels des an Bord der Rosetta-Sonde befindlichen Instruments CONSERT (Comet Nucleus Sounding Experiment by Radio wave Transmission) konnte die Position von Philae ungefähr am Rande des Kraters Hatmehit lokalisiert werden. „Das Gebiet, in dem Philae vermutet wird, ist 16 Meter breit und 160 Meter lang. Auf Fotos sind in dem Schatten einige helle Punkte zu sehen, die bei Aufnahmen vor der Landung noch nicht dort waren. Ob es sich um Philae handelt, ist jedoch zu diesem Zeitpunkt (Juni 2015) noch unklar.“

### Funkkontakt 2015
Nach fast sieben Monaten Standby-Betrieb kamen am 13. Juni 2015 um 22:28 Uhr im Kontrollzentrum der ESA erstmals wieder Daten von Philae an. Der Lander sendete 85 Sekunden lang 300 Datenpakete über Rosetta zur Erde, mehr als 8000 weitere Datenpakete liegen noch in Philaes Massenspeicher. Die Betriebstemperatur betrug −35 °C, die elektrische Leistung der Solarzellen 24 Watt.
Nach einer weiteren Statusmeldung am 14. Juni und einer Änderung der Flugbahn der Muttersonde, die den Datentransfer zur Erde ausführt, konnten in einer 19-minütigen Verbindung am 19. Juni 185 Pakete mit aktuellen Daten zur Erde übertragen werden. Die Betriebstemperatur betrug 0 °C. Der letzte von acht kurzen Funkkontakten kam am 9. Juli zustande. Danach wurde die Entfernung zu groß, da Rosetta sich vor dem Staub blasenden Kometen zurückziehen musste – die größte Annäherung an die Sonne war im August. Analysen der Kontakte und der geometrisch möglichen, aber nicht zustande gekommenen Kontakte deuten darauf hin, dass zwei der drei Transmitter von Philae defekt sind und auch der dritte nicht zuverlässig arbeitet. Die letzte Kontaktmöglichkeit bestand im Januar 2016, bei dann wieder geringerer Entfernung zu Rosetta, bevor es für Philae zu kalt wurde. Am 12. Februar 2016 teilte das DLR mit, die Wahrscheinlichkeit eines Funksignals von Philae gehe gegen Null. Am 27. Juli 2016 wurden die Kontaktversuche beendet.

### Wiederentdeckung 2016

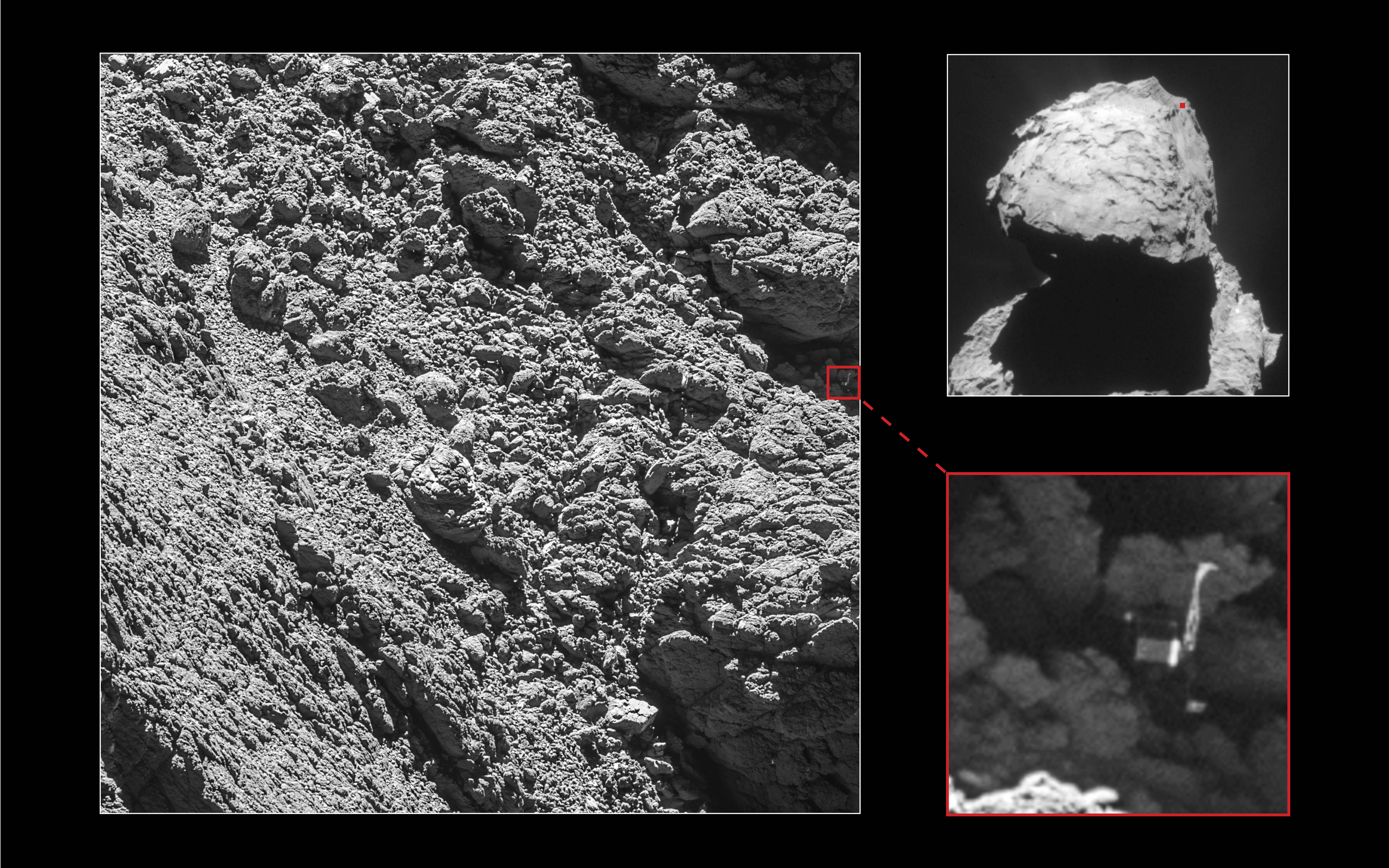
Foto der hochkant in einer Kluft liegenden, jedoch unversehrten Philae. Der Ort auf dem Kometenkern bzw. das linke Detailfoto ist in der Aufnahme oben rechts rot markiert.

Am 5. September 2016 teilte die ESA mit, dass Philae gefunden worden sei, und zwar als eines der zuvor vermuteten Objekte, die Philae hätten sein können, wenige Meter neben der auf Basis der CONSERT-Daten vorausgesagten Stelle. Die Voraussage war im Laufe des vorangegangenen Jahres zusammen mit dem Modell des Kometen verbessert worden. Auf dem Bild, das bereits drei Tage zuvor mit der OSIRIS-Kamera aus nur 2,7 km Entfernung aufgenommen worden war, erkennt man zwei der drei Beine und einen Teil der Instrumente Philaes.
Philae liegt im Schatten eines Felsvorsprungs, was auch die Probleme der Solarzellen erklärt. Den Felsvorsprung hatte die Sonde aus ihrer endgültigen Lage heraus am 13. November 2014 fotografiert (CIVA). Zu sehen sind unter anderem zwei etwa 1 cm dicke parallel liegende Feststoffschichten, die nicht auf dem Kometen entstanden sein können.
Das Entdecken des genauen Lageplatzes von Philae war wichtig, um einige der wissenschaftlichen Experimente der ersten Tage genauer einordnen zu können. Am 30. September 2016 wurde Rosetta gezielt auf die Oberfläche des Kometen gesteuert und dabei zerstört, die Mission wurde damit beendet. Es besteht seither keine Möglichkeit mehr, mit Philae Kontakt aufzunehmen.

## Dokumentationen
- Rendezvou mit einem Planeten - Mission Rosetta. (Originaltitel: L’Odyssée Rosetta: 900 jours sur une comète.) TV-Dokumentation in HD von Jean-Christophe Ribet, F 2017; Deutsche Synchronfassung D 2017 auf arte (permanent abrufbar auf youtube.com).

### Videos
- DLR: The working of… Philae, the comet lander / Wie funktioniert… der Kometenlander Philae? auf YouTube
- DLR: Mission ins Ungewisse II – Der Kometenlander Philae auf YouTube
- ESA: Animation: Landung auf einem Kometen (englisch)
- ESA: Livestream zur Landung auf dem Kometen